# Stillmore
Stillmore és una població dels Estats Units a l'estat de Geòrgia. Segons el cens del 2000 tenia 730 habitants.

## Demografia
Segons el cens del 2000, Stillmore tenia 730 habitants, 220 habitatges, i 159 famílies. La densitat de població era de 88,6 habitants/km².
Dels 220 habitatges en un 36,8% hi vivien nens de menys de 18 anys, en un 50% hi vivien parelles casades, en un 17,3% dones solteres, i en un 27,3% no eren unitats familiars. En el 20,5% dels habitatges hi vivien persones soles el 10,9% de les quals corresponia a persones de 65 anys o més que vivien soles. El nombre mitjà de persones vivint en cada habitatge era de 3,32 i el nombre mitjà de persones que vivien en cada família era de 3,39.
Per edats la població es repartia de la següent manera: un 26,8% tenia menys de 18 anys, un 17,3% entre 18 i 24, un 27,7% entre 25 i 44, un 18,1% de 45 a 60 i un 10,1% 65 anys o més.
L'edat mediana era de 28 anys. Per cada 100 dones de 18 o més anys hi havia 128,2 homes.
La renda mediana per habitatge era de 26.827 $ i la renda mediana per família de 28.625 $. Els homes tenien una renda mediana de 26.442 $ mentre que les dones 15.250 $. La renda per capita de la població era de 9.623 $. Entorn del 25,2% de les famílies i el 34,4% de la població estaven per davall del llindar de pobresa.

## Poblacions més properes
El següent diagrama mostra les poblacions més properes.